# 金勝友
金勝友（韓語：김승우，1969年2月24日—）。曾被音譯為金承佑，韓國男演員、主持人、電台DJ、導演。1990年透過試鏡選拔進入演藝圈，2010年開始以《乘勝長驅》及《兩天一夜第二季》正式進入綜藝主持界。前任妻子是李美妍；現任妻子為金南珠，兩人於2005年結婚，育有1子1女。因為對導演工作有濃厚興趣，近年開始兼任導演及編劇，主要製作微電影。

## 演藝生涯
由裴昶浩導演執導的《深藍色的夜晚》（1985年）和郭智鈞導演執導的《冬日浪人》（1986年）兩部電影激發了金勝友對電影的興趣。1990年，金勝友通過動作片《將軍的兒子》試鏡後正式踏入演藝圈。1995年，拍攝首部電視劇《戀愛的基礎》。1996年，與崔真實、樸祥雅出演影片《鬼媽媽》，獲得第18屆韓國電影青龍獎最佳男演員獎提名 。1998年，參演愛情片《男人的香氣》，獲得第19屆韓國電影青龍獎最佳男演員獎提名。
2000年12月，與崔智友出演MBC都市愛情劇《新貴公子》 。2001年，與裴勇俊、宋允兒參演了現代情感片《情定大飯店》，飾演自信穩重的飯店經理。2002年，參演由張恆俊執導的動作喜劇片《撻著火機》，獲得第23屆韓國電影青龍獎最佳男演員獎提名。2005年，和朴重勳合作在中國拍攝的動作喜劇片《天軍》，金勝友為了拍攝此片，不但努力學習朝鮮口音，而且堅持不用替身。2006年8月，與高賢貞參演由洪尚秀執導的《海邊的女人》，該片講述了在旅行途中相見的兩個男女互相喜歡上對方的故事。2009年，與李秉憲主演KBS諜戰電視劇《IRIS》，獲得KBS演技大賞優秀演技獎。2010年，與車承元、權相佑主演由李載漢執導的戰爭片《到炮火中去》。
同年，正式涉足綜藝主持界，與李壽根、卓在勛等人主持KBS脫口秀《金勝友的乘勝長驅》，擔任節目主MC。2011年，主演言情劇《再見雷普利小姐》，飾演Hotel總支配人張明勳。2012年2月，與周元，李壽根，金鍾旼，嚴泰雄，車太鉉，成始璄被共同選為KBS周末綜藝《兩天一夜》第二季成員。在節目中愛耍小脾氣，有時很得瑟、但偶爾又會像孩子一樣裝可愛的模樣深受大眾喜愛，讓他得到「金得瑟」、「金可愛」的稱號，並獲得2012年KBS演藝大賞綜藝部門最佳男主持人獎項。2013年3月，《兩天一夜》第二季主PD崔在型（鳥PD）被KBS調到中國協助製作中國版的《兩天一夜》。金勝友隨即宣佈退出《兩天一夜》第二季。雖然經紀公司表示金勝友是因為「專注演技發展而退出」，但因為金勝友和崔在型PD一開始已經口頭答應過會和對方「共同進退」，金勝友亦表示「崔在型PD退出自己也會退出」，所以觀眾一般認為金勝友是跟隨崔在型PD而退出。
2012年，為了力挺妻子金南珠，金勝友更在她主演的《順藤而上的你》中客串一角，還主動拜託了《兩天一夜》第二季的成員一起去客串妻子新劇。除此之外，金勝友更為妻子宴請劇組聚餐，幫妻子與劇組打好關係。2013年9月，與吳志浩、金敏貞主演有線電視台tvN醫療劇《第三醫院》，飾演神經外科醫生。同年，與張赫、金素妍主演諜戰動作劇《IRIS_2》。2015年，出演SBS深夜劇《深夜食堂》。
2020年12月末，金勝友首次執導的電影《波加頓之戀》於網上上映。《波加頓之戀》是由《Unchained Love》，《Poison Love》，《Pure Love》，《Forgotten 》，《One Way Love》5部短片組成，展現了多樣的愛情故事。

## 個人生活

### 李美妍
1993年，金勝友在拍攝電影時認識了同劇女星李美妍，兩人逐漸發展為戀人關係。因金勝友需要服兵役兩年，兩人於1995年才登記結婚。2000年因為性格不合而離婚。兩人離婚後仍然維持良好關係；2005年金勝友和金南珠結婚時，李美妍也大方祝賀。

### 金南珠
2004年，金勝友透過好友柳好貞介紹，認識了金南珠，兩人很快就瞞着大眾秘密交往。2005年5月，36歲的金勝友和34歲金南珠在韓國首爾的「華克山莊喜來登酒店」(Sheraton Grande Walkerhill)舉行婚禮。因為兩人之前沒有傳出任何交往消息，因此宣佈結婚一刻令大眾非常驚訝。婚禮由張東健擔任婚禮司儀，賓客陣容包括裴勇俊、李秉憲、車太鉉、崔智友等。
2005年11月2日，金南珠為丈夫誕下長女。2008年3月5日在首爾某婦產科誕下兒子。

## 演出作品

### 電視劇
- 1995年：MBC《戀愛的基礎》飾演 韓秀
- 1996年：MBC《他們的擁抱》飾演 柳貞仁
- 1996年：MBC《蘋果花飄香》飾演 崔正延
- 1997年：MBC《灰姑娘》飾演 徐俊熙
- 1998年：MBC《回憶》飾演 韓正浩
- 2000年：MBC《新貴公子》飾演 金雍男
- 2001年：MBC《情定大飯店》飾演 韓泰俊
- 2003年：KBS《迷迭香》飾演 崔英濤
- 2004年：KBS《浪漫满屋》飾演 婚禮賓客（客串）
- 2006年：MBC《我人生的Special》飾演 朴江浩
- 2007年：SBS《遇上完美鄰居的方法》飾演 白秀燦
- 2009年：MBC《賢內助女王》飾演 警察（客串）
- 2009年：KBS《IRIS》飾演 朴哲榮
- 2010年：MBC《逆轉女王》飾演 保安（客串）
- 2010年：SBS《雅典娜：戰爭女神》飾演 朴哲榮
- 2011年：MBC《Miss Ripley》飾演 張明勳
- 2012年：KBS《順藤而上的你》飾演 考生（客串）
- 2012年：tvN《第三醫院》飾演 金斗賢
- 2013年：KBS《IRIS 2》飾演 朴哲榮
- 2015年：SBS《深夜食堂》飾演 老闆

### 電影
- 1990年：《將軍的兒子》
- 1990年：《小組頭癟三》
- 1991年：《年青時節的肖像》
- 1991年：《將軍的兒子2》
- 1992年：《不能離婚的女子》
- 1992年：《將軍的兒子3》
- 1993年：《101次求婚》
- 1994年：《結婚》
- 1995年：《狗一樣生活的午後》
- 1995年：《捲款逃吧》
- 1996年：《內衣秀》
- 1996年：《你們相信命嗎？》
- 1996年：《鬼媽媽》
- 1997年：《拿著花的男人》
- 1997年：《深度憂傷》
- 1997年：《愛上姐姐的朋友》
- 1998年：《男人的香氣》
- 1999年：《新裝開業》
- 2000年：《秘密》
- 2002年：《Yesterday》
- 2002年：《撻著火機》
- 2003年：《春風》
- 2003年：《命運的逆轉》
- 2003年：《黃山伐》
- 2003年：《偷歡嫁期》
- 2005年：《天軍》
- 2006年：《海邊的女人》
- 2006年：《愛，不是忍受》
- 2007年：《Curling Love》
- 2009年：《肚臍》
- 2010年：《走進炮火中》
- 2010年：《IRIS》
- 2011年：《我是爸爸》
- 2013年：《臍》
- 2015年：《抓住才能活》
- 2016年：《第二個二十》

### MV
- 1998年：曹誠模《不朽的愛情》【李炳憲、黃秀貞、金諪恩】
- 2001年：朱永勳《願望》【李恩宙】
- 2008年：KCM《Classic》【金素妍】
- 2008年：KCM《一天日記》+《激動》【金素妍】
- 2008年：KCM《因爲愛》【金素妍】
- 2009年：December《女人喜歡壞男人》【李珉廷】

## 綜藝節目

### 主持綜藝
| 日期                          | 電視台 | 節目名稱                                                   | 備註                                       |
| 1997年10月14日至1998年1月22日 | iTV    | 《三天的爱情》                                             | 與黃薪惠共同主持                           |
| 2010年2月2日至2013年1月15日   | KBS    | 《乘勝長驅》                                               | 與李壽根、卓在勛等人共同主持               |
| 2010年6月4日                  | MBC    | 《人類愛情紀錄片》                                         | 旁白                                       |
| 2012年3月4日至2013年3月31日   | KBS    | 《兩天一夜第二季》                                         | 與金鍾旼、車太鉉、周元、成始璄等人共同主持 |
| 2016年11月8日至2017年2月7日   | KBS    | 《做家務的男人們第一季》                                   |                                            |
| 2018年9月10日至今             | MBN    | 《潘多拉》                                                 | 與裴哲秀共同主持                           |
| 2018年5月14日至2018年11月18日 | KBS    | Cool FM《金勝友和張恒俊的神秘廣播 （页面存档备份，存于）》 | 與張恒俊共同擔任廣播DJ                     |
| 2020年3月19日至2020年4月9日   | MBN    | 《女王的戰爭：Last Singer》                                | 主持                                       |

### 綜藝嘉賓
| 日期           | 電視台 | 節目名稱                   | 備註                                             |
| 2014年6月7日   | KBS    | 《演藝家中介》             | 與金南珠共同出演                                 |
| 2015年12月17日 | KBS    | 《Happy Together》         | 與張恒俊、崔賢錫、金日仲共同出演                 |
| 2016年3月26日  | KBS    | 《不朽的名曲：傳說在歌唱》 | 演唱「你不用擔心」（野菊花）、「青春」（山之聲） |
| 2017年9月27日  | JTBC   | 《請給一頓飯show》         | 驚喜出演（防彈少年團與姜虎東遇到回家的金勝友）   |
| 2018年2月1日   | KBS    | 《Happy Together》         | 與高秀喜、鄭素英、李泰成共同出演                 |
| 2018年10月10日 | JTBC   | 《請給一頓飯show》         | 與Jackson（GOT7）共同出演                        |
| 2020年9月19日  | KBS    | 《不朽的名曲：傳說在歌唱》 | 演唱「除了愛我一無所知」（沈守峰）               |
| 2020年11月8日  | SBS    | 《我家的熊孩子》           | 特別出演                                         |
| 2020年11月14日 | JTBC   | 《認識的哥哥》             | 與高水熙、李泰蘭共同出演                         |
| 2020年11月15日 | SBS    | 《我家的熊孩子》           | 特別MC                                           |

## 獲獎
- 1998年：MBC演技大賞－最優秀演技獎
- 2003年：KBS演技大賞－優秀演技獎、人氣獎、最佳情侶獎
- 2006年：第14屆春史電影賞－人氣獎
- 2009年：KBS演技大賞－中篇電視劇部門 男子優秀演技獎
- 2010年：KBS演藝大賞－Show娛樂部門 男新人獎
- 2011年：KBS演藝大賞－Show娛樂部門 男子優秀獎
- 2012年：KBS演藝大賞－Show娛樂部門 男子最優秀獎（乘勝長驅、Happy Sunday-兩天一夜）
- 2019年：第31届韓國PD大賞－主持人部門出演者獎